# Lichtenberg (okręg administracyjny Berlina)
Lichtenberg – jedenasty okręg administracyjny (Verwaltungsbezirk) Berlina, położony we wschodniej części miasta. 

## Położenie
Graniczy z okręgami Pankow, Marzahn-Hellersdorf, Friedrichshain-Kreuzberg i Treptow-Köpenick oraz na północy z krajem związkowym Brandenburgia i powiatem Barnim.
Na terenie okręgu znajduje się największy powierzchniowo ogród zoologiczny w Berlinie i Europie, Tierpark Berlin z Pałacem Friedrichsfelde.

## Historia
Powstał w 2001 z połączenia dwóch okręgów administracyjnych Berlina Wschodniego: Lichtenberga i Hohenschönhausen. Siedziba administracji okręgu znajduje się w ratuszu Lichtenberg. 
Lichtenberg i Hohenschönhausen należały do Berlina Wschodniego w czasach podziału Niemiec. 
W czasie NRD w dzielnicy Lichtenberg znajdowała się siedziba Ministerstwa Bezpieczeństwa Państwowego (Stasi), obecnie Muzeum Stasi. W dzielnicy Alt-Hohenschönhausen znajdowało się w tym samym czasie centralne więzienie śledcze Stasi, obecnie Miejsce Pamięci Berlin-Hohenschönhausen. W dzielnicy Karlshorst swoją siedzibę miała Sowiecka Administracja Wojskowa w Niemczech, od 1967 r. budynek ten został wykorzystany jako muzeum - obecnie pod nazwą Muzeum Berlin-Karlshorst.
Wszystkie części obecnego okręgu znajdowały się od samego początku w granicach Wielkiego Berlina.

## Podział administracyjny
W skład okręgu administracyjnego wchodzi dziesięć dzielnic (Ortsteil):
- 1101 Friedrichsfelde
- 1102 Karlshorst
- 1103 Lichtenberg
- 1104 Falkenberg
- 1106 Malchow
- 1107 Wartenberg
- 1109 Neu-Hohenschönhausen
- 1110 Alt-Hohenschönhausen
- 1111 Fennpfuhl
- 1112 Rummelsburg

## Komunikacja
Na terenie okręgu znajduje się stacja kolejowa Berlin-Lichtenberg. Przez okręg przebiega linia metra U5.

## Współpraca
Miejscowości partnerskie:
- Polska: Warszawa, dzielnica Białołęka  (od 8 marca 2000)
- Polska: Hajnówka (od 21 września 2001)
- Austria: Wiedeń, dzielnica Margareten (od 20 kwietnia 2015)
- Litwa: Jurbork (od 29 października 2003)
- Mozambik: Maputo, dzielnica Mubukwana (od 22 sierpnia 1995)
- Rosja: Królewiec (od 26 kwietnia 2001, współpraca obecnie wstrzymana)
- Wietnam: Hanoi, dzielnica Hoan Kiem (od 16 października 2015)

## Osoby urodzone w Berlin-Lichtenberg
- Ilse Stöbe – dziennikarka i działaczka
- Gregor Gysi – adwokat i polityk partii Lewica (Die Linke)
- Katja Lange-Müller – pisarka
- Gesine Lötzsch – polityk partii Lewica (Die Linke)
- Alexander Fehling – aktor teatralny, filmowy i telewizyjny
- Daniel Siebert – sędzia piłkarski
- Patrick Hausding – skoczek do wody